# Ungarische Eishockeyliga 2001/02
Die Saison 2001/02 war die 65. Spielzeit der ungarischen Eishockeyliga, der höchsten ungarischen Eishockeyspielklasse. Meister wurde zum insgesamt vierten Mal in der Vereinsgeschichte Dunaferr SE Dunaújváros.

## Modus
In der Hauptrunde absolvierte jede der sieben Mannschaften insgesamt zwölf Spiele. Die beiden bestplatzierten Mannschaften der Hauptrunde qualifizierten sich für die Gruppe A der Zwischenrunde und bestritten ebenfalls das Meisterschaftsfinale. Die übrigen fünf Hauptrunden-Teilnehmer trafen in der Gruppe B der Zwischenrunde aufeinander. Für einen Sieg erhielt jede Mannschaft zwei Punkte, bei einem Unentschieden gab es einen Punkt und bei einer Niederlage null Punkte.

## Hauptrunde

### Tabelle
|    | Klub                      | Sp | S  | U | N  | Tore   | Punkte |
| -- | ------------------------- | -- | -- | - | -- | ------ | ------ |
| 1. | Alba Volán Székesfehérvár | 12 | 12 | 0 | 0  | 126:18 | 24     |
| 2. | Dunaferr SE Dunaújváros   | 12 | 10 | 0 | 2  | 149:23 | 20     |
| 3. | Ferencvárosi TC           | 12 | 8  | 0 | 4  | 58:40  | 16     |
| 4. | Újpesti TE                | 12 | 5  | 0 | 7  | 43:79  | 10     |
| 5. | Győri ETO HC              | 12 | 4  | 0 | 8  | 40:74  | 8      |
| 6. | Miskolci Jegesmedvék JSE  | 12 | 2  | 0 | 10 | 31:119 | 4      |
| 7. | MAC-Nepstadion Budapest   | 12 | 1  | 0 | 11 | 28:122 | 2      |

Sp = Spiele, S = Siege, U = Unentschieden, N = Niederlagen

## Zwischenrunde

### Gruppe A
- Alba Volán Székesfehérvár – Dunaferr SE Dunaújváros 2:1/2:3

### Gruppe B
|    | Klub                    | Sp | S | U | N | Tore  | Punkte |
| -- | ----------------------- | -- | - | - | - | ----- | ------ |
| 3. | Ferencvárosi TC         | 8  | 6 | 2 | 0 | 54:13 | 14     |
| 4. | Újpesti TE              | 8  | 5 | 1 | 2 | 37:22 | 11     |
| 5. | Győri HC                | 8  | 4 | 1 | 3 | 46:36 | 9      |
| 6. | MAC-Nepstadion Budapest | 8  | 2 | 1 | 5 | 24:36 | 5      |
| 7. | Miskolci JSE            | 8  | 0 | 1 | 7 | 8:62  | 1      |

## Finale
- Alba Volán Székesfehérvár – Dunaferr SE Dunaújváros 2:4 (5:4 n. V., 4:7, 4:2, 1:4, 2:6, 2:5)